# Seznam pesnikov
Seznam pesnikov je krovni seznam za pesnike po narodnosti.

## A
- seznam ameriških pesnikov
- seznam angleških pesnikov
- seznam arabskih pesnikov
- seznam argentinskih pesnikov
- seznam armenskih pesnikov
- seznam avstrijskih pesnikov

## B
- seznam bengalskih pesnikov
- seznam belgijskih pesnikov
- seznam beloruskih pesnikov
- seznam bolgarskih pesnikov
- seznam bosanskohercegovskih pesnikov
- seznam brazilskih pesnikov

## Č
- seznam čeških pesnikov
- seznam čilenskih pesnikov
- seznam črnogorskih pesnikov
- seznam čuvaških pesnikov

## F
- seznam finskih pesnikov
- seznam francoskih pesnikov

## G
- seznam grških pesnikov
- seznam gruzijskih pesnikov

## H
- seznam haitskih pesnikov
- seznam hrvaških pesnikov

## I
- seznam indijskih pesnikov
- seznam iranskih pesnikov
- seznam iraških pesnikov
- seznam irskih pesnikov
- seznam islandskih pesnikov
- seznam italijanskih pesnikov
- seznam izraelskih pesnikov

## J
- seznam japonskih pesnikov
- seznam judovskih pesnikov
- seznam južnoafriških pesnikov

## K
- seznam kanadskih pesnikov
- seznam kenijskih pesnikov
- seznam kirgizijskih pesnikov
- seznam kitajskih pesnikov
- seznam kolumbijskih pesnikov
- seznam kubanskih pesnikov

## L
- seznam latvijskih pesnikov
- seznam libanonskih pesnikov
- seznam litovskih pesnikov

## M
- seznam madžarskih pesnikov
- seznam makedonskih pesnikov
- seznam malgaških pesnikov
- seznam maroških pesnikov
- seznam mehiških pesnikov

## N
- seznam nemških pesnikov
- seznam nigerijskih pesnikov
- seznam nikagarovskih pesnikov
- seznam nizozemskih pesnikov
- seznam norveških pesnikov
- seznam novozelandskih pesnikov

## P
- seznam pakistanskih pesnikov
- seznam palestinskih pesnikov
- seznam paragvajskih pesnikov
- seznam perujskih pesnikov
- seznam perzijskih pesnikov
- seznam poljskih pesnikov
- seznam portugalskih pesnikov

## R
- seznam rimskih pesnikov
- seznam romunskih pesnikov
- seznam ruskih pesnikov
- seznam senegalskih pesnikov

## S
- seznam slovaških pesnikov
- seznam slovenskih pesnikov
- seznam srbskih pesnikov

## Š
- seznam škotskih pesnikov
- seznam španskih pesnikov
- seznam švedskih pesnikov
- seznam švicarskih pesnikov

## T
- seznam trinidadskih pesnikov
- seznam turških pesnikov

## U
- seznam ukrajinskih pesnikov
- seznam urugvajskih pesnikov
- seznam uzbekistanskih pesnikov

## V
- seznam valižanskih pesnikov
- seznam venezuelskih pesnikov